# Konrad Knopp

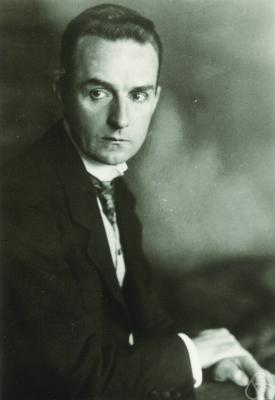
Konrad Knopp

Konrad Theodor Hermann Knopp (* 22. Juli 1882 in Berlin; † 20. April 1957 in Annecy) war ein deutscher Mathematiker, der sich vor allem mit Funktionentheorie und Analysis (insbesondere Reihenentwicklungen) beschäftigte.

## Leben
Knopps Vater Paul Knopp (1845–1904) war Unternehmer in Neustettin. Knopp besuchte die Schule in Berlin und studierte dann in Lausanne (1901) und Berlin, wo er Vorlesungen bei Ferdinand Georg Frobenius, Friedrich Schottky, Edmund Landau, Hermann Amandus Schwarz und Issai Schur hörte, 1906 sein Lehrerexamen ablegte und 1907 bei Schottky promoviert wurde („Grenzwerte von Reihen bei der Annäherung an die Konvergenzgrenze“; er bewies darin, dass das Limitierungsverfahren von Hölder das von Cesàro impliziert). 1908/9 ging er – nachdem er eine Referendariatsausbildung angefangen hatte – nach Japan, wo er in Nagasaki an der Handelshochschule lehrte und auf dem Rückweg nach Deutschland Indien und China besuchte. Nach seiner Heirat 1910 ging er nach China in die deutsche Kolonie („Schutzgebiet“) Tsingtau, wo er an der deutsch-chinesischen Hochschule unterrichtete. Nach der Rückkehr 1911 unterrichtete er in Berlin an der Militärtechnischen Akademie und an der Kriegsakademie und schrieb gleichzeitig seine Habilitationsschrift. Im Ersten Weltkrieg diente er als Reserveoffizier, wurde aber nach einer Verwundung im Herbst 1914 (Eisernes Kreuz) entlassen und unterrichtete an der Universität Berlin. 1915 wurde er Extraordinarius und 1919 ordentlicher Professor an der Albertus-Universität Königsberg. Von 1926 bis zu seiner Emeritierung 1950 war er Professor in Tübingen. Er starb an einem Schlaganfall im französischen Annecy.
Bekannt wurde Knopp vor allem durch seine Lehrbücher „Theorie und Anwendung der unendlichen Reihen“ (Grundlehren der mathematischen Wissenschaften, Springer, 1922), seine Bearbeitung von Hans von Mangoldts „Höhere Mathematik“ (kurz als „Mangoldt/Knopp“ bekannt) und vor allem seine „Elemente der Funktionentheorie“ in der Sammlung Göschen (zuerst 1926, 2 Bände sowie 2 Aufgabenbände). Seine Bücher über Funktionentheorie sind auch in englischer Übersetzung (bei Dover) weit verbreitet und werden vielfach benutzt. Sie gelten als eine der besten Einführungen in das Gebiet. Knopp gründete mit anderen 1918 die Mathematische Zeitschrift. Er war korrespondierendes Mitglied der Bayerischen Akademie der Wissenschaften und er war Dr. rer. nat. h. c.
1910 heiratete er die Malerin Gertrud Kressner (1879–1974). Aus der Ehe gingen die Tochter Ortrud Knopp (1911–1976) mit den Enkeln Willfried Spohn (1944–2012), Herbert Spohn (* 1946) und Wolfgang Spohn (* 1950) und der Sohn Ingolf Knopp (1915–2008) mit den Enkeln Brigitte Knopp (* 1952) und Werner Knopp (* 1954) hervor.

## Werke
- Theorie und Anwendung der unendlichen Reihen. 6. Auflage. 1996, Springer, ISBN 3-540-59111-7, Ausgabe von 1964 online hier gdz.sub.uni-goettingen.de
- Funktionentheorie, Band 1 Grundlage der allgemeinen Theorie der analytischen Funktionen, 13. Auflage 1976, Band 2 Anwendung und Weiterführung der allgemeinen Theorie, 13. Auflage 1981, de Gruyter (Sammlung Göschen)
- Aufgabensammlung zur Funktionentheorie, Band 1, 8. Auflage 1977, Band 2, 6. Auflage 1964, de Gruyter (Sammlung Göschen)
- Mathematik und Kultur. Antrittsrede an der Universität Tübingen, gehalten am 27. Januar 1927. Veröffentlicht in: Preußische Jahrbücher Band 11, 1928, Heft 3, S. 283–300. Englische Übersetzung: Mathematics as a Cultural Activity, The Mathematical Intelligencer Band 7, 1985, Nr. 1, S. 7–14 u. 26.
- mit Hans von Mangoldt: Höhere Mathematik – eine Einführung für Studierende zum Selbststudium. 3 Bände, 17. Auflage (bei Band 1) 1990, Hirzel Verlag, (Band 1 Zahlen, Funktionen, Grenzwerte, analytische Geometrie, Algebra, Mengenlehre, Band 2 Differentialrechnung, unendliche Reihen, Elemente der Differentialgeometrie und Funktionentheorie, Band 3 Integralrechnung und ihre Anwendung, Funktionentheorie, Differentialgleichungen, Band 4 von Friedrich Lösch: Mengenlehre, Lebesguesches Mass und Integral, topologische Räume, Vektorräume, Funktionalanalysis, Integralgleichungen)